# Miguel Fuster
Miguel Angel Fuster Martinez, né le 28 août 1971 à Benidorm (Alicante), est un pilote de rallyes espagnol.

## Biographie
Ce pilote a participé comme pilote officiel à 4 épreuves du championnat WRC en 2004 sur Citroën C2 Super 1600.

## Palmarès (au 31/12/2013)

### Titres
- Quadruple Champion d'Espagne des rallyes, en 2003 sur Citroën Saxo Kit Car Evo III S1600, 2007 sur Fiat Grande Punto S2000 (copilote José Vicente Medina les deux fois), puis 2011 et 2012 sur Porsche 911 GT3 - Comunidad Valenciana (copilote Nacho Aviñó);
- Champion d'Espagne des rallyes du Groupe N, en 1996 sur Peugeot 106 Rallye;
- Triple Champion des rallyes de la communauté valencienne, en 1991 sur Renault 5 GT Turbo, 1994 sur Renault Clio Williams, et 1995 sur Peugeot 106 Rallye;
- Champion du Défi Peugeot National de rallyes, en 1996 sur Peugeot 106 Rallye;
- Vainqueur du Trophée Citroën Saxo, en 1999 (remporte toutes les épreuves disputées);
- Champion d'Espagne F3, en 2002;
  - Vice-champion des îles canaries, en 2013;
  - Vice-champion de la Coupe Renault en 1994;
  - Vice-champion du Défi Peugeot National de rallyes en 1995 sur Peugeot 106 Rallye;
  - Vice-champion d'Espagne F3 en 2000 et 2001;
  - Vice-champion d'Espagne des rallyes en 2006 sur Renault, pour le team Imex Laca;
  - Vice-champion d'Espagne du trophée des véhicules GT en 2009;
  - Vice-champion d'Espagne des rallyes en 2010 sur Porsche 911 GT3 - Comunidad Valenciana (copilote Nacho Aviñó);
  - 3e du championnat d'Espagne des rallyes en 1997 sur Peugeot 106 Kit Car, et en 2002 sur Citroën Saxo Kit Car Evo II;
  - 4e du championnat d'Espagne des rallyes en 2001 sur Citroën Saxo Kit Car Evo II.

### Victoires

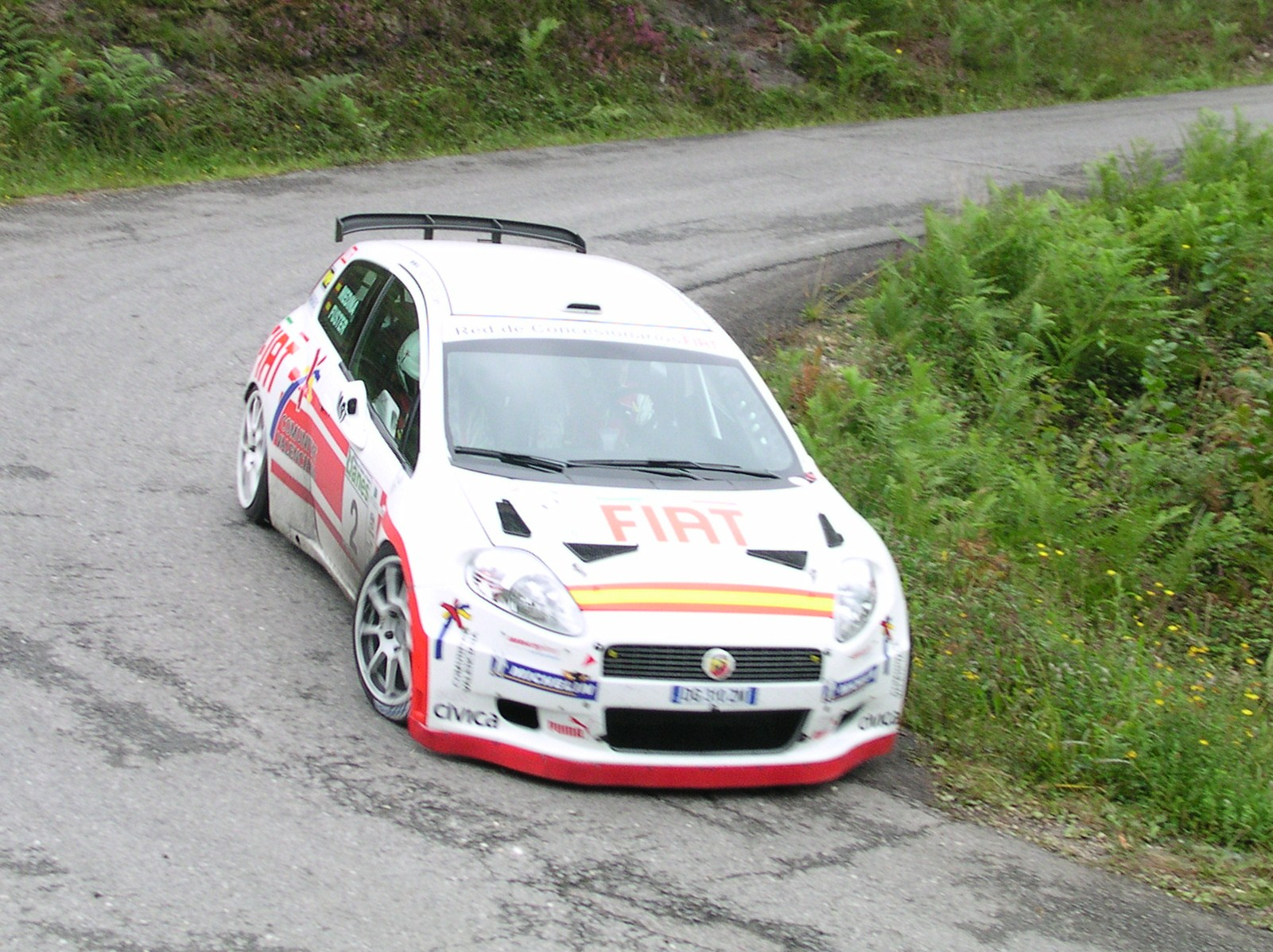
Miguel Fuster au Rallye de Llanes en 2007.

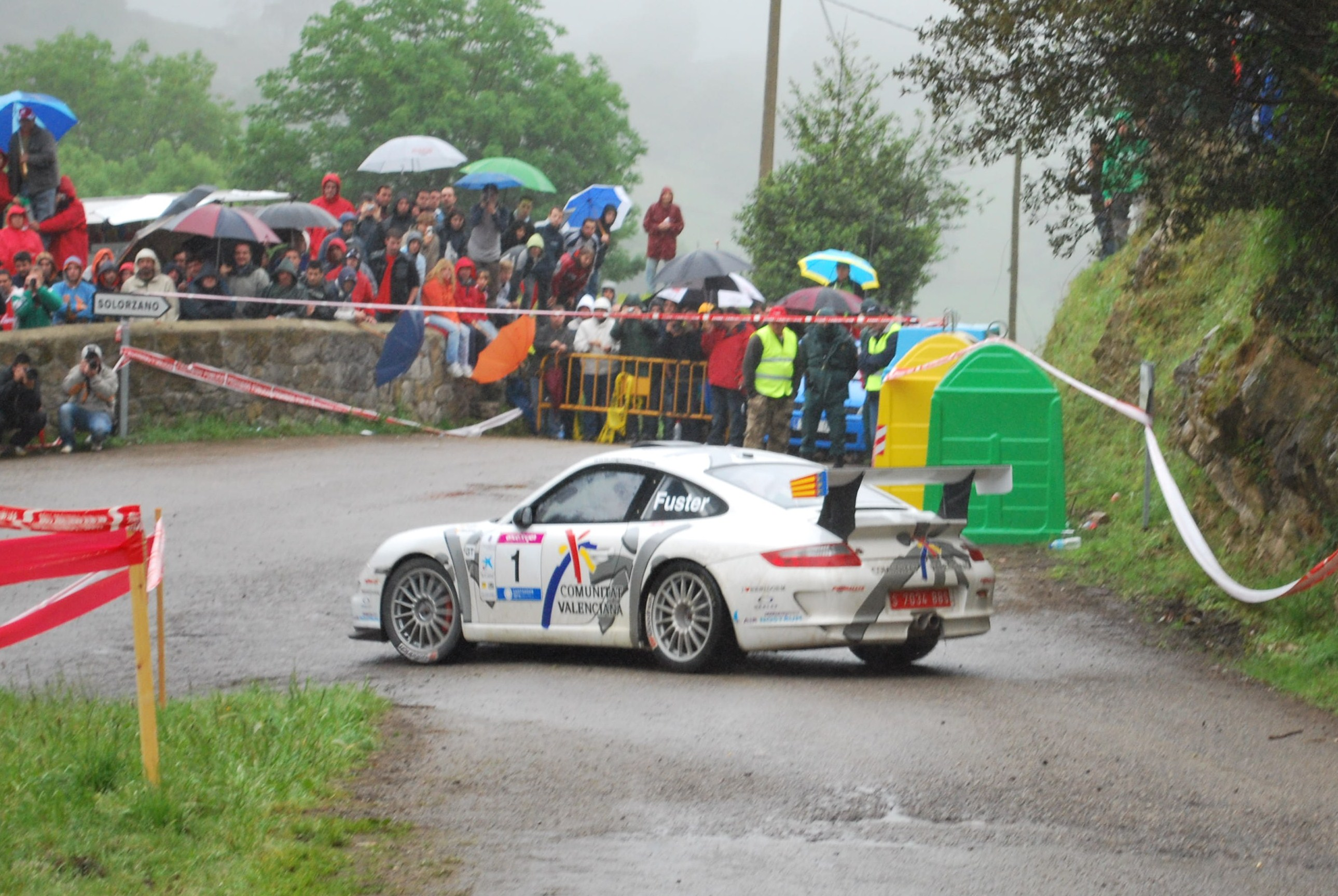
Miguel Fuster au Rallye Cantabria-Infinita en 2009.

- 1998 Rallye de Séville;
- 1998 Rallye de Jaen;
- 1998 Rallye de Málaga;
- 1999 Rallye Navarra;
- 2002 Rallye Vasco Navarro;
- 2003 Rallye Canarias;
- 2003 Rallye Rias Baixas;
- 2003 Rallye Orense y Avilés;
- 2007 Rallye Vilajoyosa;
- 2007 Rallye Ourense;
- 2007 Rallye Costa Brava;
- 2008 Rallye Villajoyosa;
- 2009 Rallye Villajoyosa;
- 2009 Rallye Rías Baixas;
- 2010 Rallye Villajoyosa;
- 2010 Rallye Canarias;
- 2011 Rallye Villajoyosa;
- 2011 Rallye Canarias;
- 2011 Rallye de Ourense;
- 2011 Rallye Príncipe de Asturias;
- 2012 Rallye Canarias;
- 2012 Rallye de Ourense;
- 2012 Rallye Sierra Morena;

### Divers
- 2013 Rallye Senderos de La Palma (îles Canaries, hors championnat).